# Mikołaj z Michałowa
Mikołaj z Michałowa i Kurozwęk, Mikołaj Kurozwęcki, zwany „Białucha” (ok. 1370, zm. przed 13 października 1438) – kasztelan krakowski w latach 1430–1438, wojewoda sandomierski w latach 1410–1430, starosta krakowski w latach 1418–1431 i 1432–1438, starosta sieradzki w latach 1406–1418.
Syn Krzesława Kurozwęckiego, bratanek Zawiszy Kurozwęckiego. Podpisał pokój toruński 1411 roku. Był sygnatariuszem aktu unii horodelskiej 1413 roku. Był obecny przy wystawieniu przez Władysława II Jagiełłę przywileju czerwińskiego w 1422 roku i przywileju jedlneńskiego w 1430 roku. Był sygnatariuszem pokoju mełneńskiego 1422 roku. 
3 lipca 1431 roku, w czasie wyprawy łuckiej wysłał listy wypowiednie wielkiemu księciu litewskiemu Świdrygielle z obozu wojskowego w Bystrzycy na ziemi lubelskiej.
Jako kasztelan krakowski dowodził oddziałami polskimi, które wraz z czeskimi sierotkami Jana Čapka z Sán podczas wojny polsko-krzyżackiej w 1433 r. dokonały najazdu na należące do państwa krzyżackiego Pomorze, docierając pod Gdańskiem do Bałtyku.
31 grudnia 1435 roku podpisał akt pokoju w Brześciu Kujawskim.
Był uczestnikiem konfederacji Zbigniewa Oleśnickiego w 1438 roku.